# 愛知県立昭和高等学校
愛知県立昭和高等学校（あいちけんりつ しょうわこうとうがっこう）は、愛知県名古屋市瑞穂区玉水町に所在する県立高等学校。

## 概要
校名の「昭和」は、開校時の1941年（昭和16年）当時に校地の行政区が昭和区であったことに由来するが、1944年（昭和19年）に瑞穂区に編入されたため、現在は昭和区に所在していない。

## 沿革
- 1941年 - 愛知県昭和中学校として開校。
- 1948年 - 学制改革により愛知県立昭和高等学校となる。
- 1949年 - 男女共学化。
- 1973年 - 学校群制度による1期生入学。市立緑高校と名古屋13群、市立向陽高校と名古屋14群を組む。
- 1989年 - 複合選抜入試制度による1期生入学。尾張2群Aグループに属す。
- 2007年 - 尾張1群Aグループへ群・グループを変更。

## 校訓
「愛・敬・信」を掲げる。「師弟とともに『あい愛し、あい敬い、あい信じ』合って教育的雰囲気の高揚に努める」としている（公式サイトより）。校章は柏の三葉をデザインしたもので、「愛・敬・信」を象徴している。

## 教育環境
65分授業を実施しており、1日5限授業である。

## 国際交流プログラム
2012年（平成24年）度より、オーストラリアのアーンショー・ステイト・カレッジを姉妹校として、相互交流を続けており、毎年夏休みには希望者による2週間程度のホームステイを実施している。
以前は、カナダのオタワ近郊にあるグロースター高等学校やアメリカの高等学校との間で生徒の派遣・受入を行っていた。

## 進路
卒業生の9割が四年制大学へ進学する。2009年（平成21年）には、354名のうち109名が国公立大学、222名が私立大学、9名が短期大学、12名が専門学校へそれぞれ進学した。就職者は2名だった。また2008年（平成20年）度には、74大学19短期大学より指定校推薦が募集されている。

## 著名な出身者

### 経済界
- 清水定彦 - 元東邦ガス社長、会長

### 学者
- 鏡味国彦 - 英文学・比較文学者、立正大学名誉教授
- 胡桃坂仁志 - 生物学者、東京大学教授
- 宮原曉 - 人類学者、大阪大学教授、元地域研究コンソーシアム運営委員長
- 森元孝 - 社会学者、早稲田大学教授

### 政治家
- 足木孝 - 外交官
- 牧義夫 - 衆議院議員、元厚生労働副大臣

### 芸術
- 大島真寿美 - 小説家（直木賞受賞）
- 高木洋一郎 - シンガーソングライター、作詞家、作曲家（第55回日本レコード大賞作詩賞受賞）
- 谷口悟朗 - アニメ監督[1]
- 常田真太郎（スキマスイッチ） - ミュージシャン
- 野沢尚 - 脚本家、小説家（向田邦子賞、江戸川乱歩賞等を受賞）
- 山田正紀 - 小説家

### スポーツ
- 斎藤大輔 - 元サッカー選手
- 日比野壮大 - ラグビー選手

### メディア
- 浅井雄一 - モデル、俳優
- 加藤里奈 - モデル、キャスター、ラジオパーソナリティ
- 佐藤啓 - 中京テレビアナウンサー
- J（矢田悠記） - ダンサー（KoRocK）
- 中江友紀 - 女優
- 福岡ナヲト - 放送作家、脚本家、演出家
- 松井秀 - メ～テレ元アナウンサー
- ヨツヤタカヒロ. - 元シンガーソングライター
- 青木マッチョ - お笑い芸人（かけおちメンバー）

## 交通アクセス
- 名古屋市営地下鉄名城線
  - 瑞穂運動場東駅より徒歩で約15分。
  - 総合リハビリセンター駅より徒歩で約15分。

- 名古屋市営バス
  - 幹新瑞1・神宮11・瑞穂巡回「中根」バス停下車、徒歩ですぐ。
  - 八事12・出入庫（地鳴.瑞）・瑞穂巡回「昭和高校前」バス停下車、徒歩ですぐ。